# Шоссе 57 (Израиль)
Шоссе 57 (ивр. כביש 57‎ , англ. Highway 57) — израильское шоссе, проходящее по центральной части Израиля от города Нетания до КПП Адам на границе с Иорданией. В связи с тем, что часть шоссе проходит по территории Палестинской автономии, шоссе разделяется на три части: западная, центральная и восточная.

## История
На момент строительства в 1930-е годы, шоссе 57 было непрерывным от Нетании до КПП Адам. С началом интифады Аль-Акса, по указу Армии обороны Израиля, был запрещен для израильтян проезд от перекрестка Ницаней Оз до перекрестка Хамра, в итоге шоссе 57 разделилось на три отдельные дороги. Окончательная судьба шоссе зависит от соглашения об окончательном статусе между Израилем и палестинцами.

## Перекрёсткииразвязки

### Западный участок шоссе

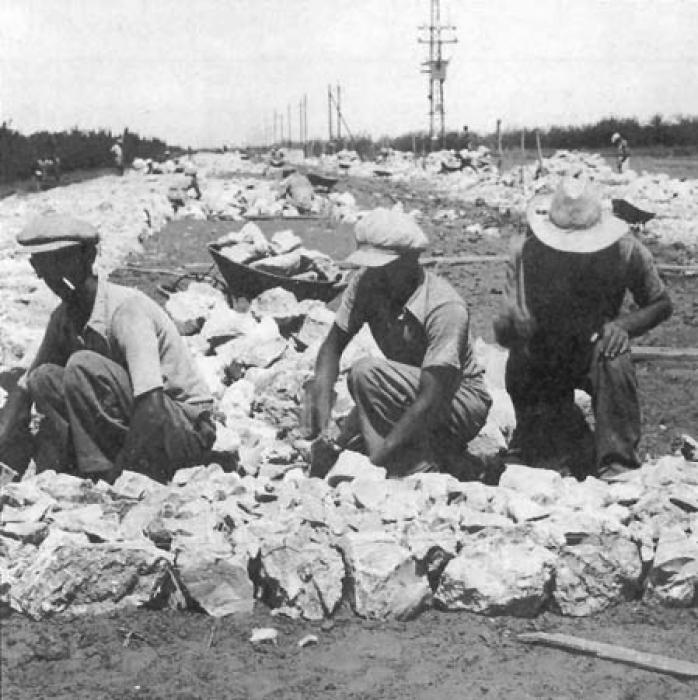
Строительство шоссе 57 в 1930-е годы

Западный участок шоссе 57 находится полностью на территории Израиля, и пересекает узкую полоску земли между побережьем Средиземного моря и Зеленой чертой. Это 15 км от города Нетания до Тулькарма. Граница между Израилем и Иорданией была расположена в Тулькарме между 1948 годом и 1967 годом, когда Израиль занял Западный берег реки Иордан в ходе Шестидневной войны.
| Километр                                   | Название                                       | Тип | Расположение | Пересечение дорог    |
| ------------------------------------------ | ---------------------------------------------- | --- | ------------ | -------------------- |
| Западный участок: от Нетании до Ницаней Оз |                                                |     |              |                      |
| 0                                          | ивр. צומת קניון נתניה‎ (торговый центр Нетания) |     | Нетания      | городская улица      |
| 0.6                                        | ивр. מחלף נתניה‎ (развязка Нетания)             |     | Нетания      | Шоссе 2              |
| 0.75                                       | ивр. צומת דרך הרכבת‎ (железнодорожная станция)  |     | Нетания      | Въезд на ж/д станцию |
| 1.45                                       | ивр. צומת דרך פנקס‎ (перекрёсток Пинхас)        |     | Нетания      | Улица Пинхас         |
| 2.2                                        | ивр. צומת דרך דגניה‎ (перекрёсток Дгания)       |     | Нетания      | Улица Дгания         |
| 2.8                                        | ивр. צומת בית יצחק‎ (перекрёсток Бейт Ицхак)    |     | Бейт Ицхак   | Улица ха-Шарон       |
| 3.8                                        | ивр. צומת גנות הדר‎ (перекрёсток Ганот ха-Дар)  |     | Ганот ха-Дар | Въезд в Ганот ха-Дар |
| 4.3                                        | ивр. צומת השרון‎ (перекрёсток ха-Шарон)         |     | Ганот ха-Дар | Шоссе 4              |
| 6.2                                        | ивр. צומת שד' רבין‎ (перекрёсток бульвар Рабин) |     | Кфар-Йона    | бульвар Рабин        |
| 7.3                                        | ивр. צומת שד' בגין‎ (перекрёсток бульвар Бегин) |     | Кфар-Йона    | бульвар Бегин        |
| 7.7                                        | ивр. צומת רח' העצמאות‎ (перекрёсток ха-Ацмаут)  |     | Ханиэль      | Въезд в Ханиэль      |
| 9.3                                        | ивр. צומת ינוב‎ (перекрёсток Янув)              |     | Янув         | Шоссе 5613           |
| 10                                         | ивр. צומת דרך הארז‎ (перекрёсток Дерех Эрез)    |     | Тнувот       | Въезд в Тнувот       |
| 12                                         | ивр. צומת בארותיים‎ (перекрёсток Бееротаим)     |     | Калансуа     | Шоссе 5614           |
| 13.2                                       | ивр. צומת ניצני עוז‎ (перекрёсток Ницаней Оз)   |     | Ницаней Оз   | Шоссе 5714           |
| 14.5                                       | ивр. מחלף ניצני עוז‎ (развязка Ницаней Оз)      |     | Ницаней Оз   | Шоссе 6              |
| 15                                         | ивр. מחסום צה"ל‎ (Блокпост ЦАХАЛ)               |     | Тулькарм     |                      |

### Центральный участок шоссе
Центральный участок шоссе 57, от Тулькарма через Наблус до развязки Бекаот, представляет собой непрерывную автодорогу с одной полосой движения. Движение израильского транспорта на данном участке шоссе запрещено.

### Восточный участок шоссе
| Километр                                               | Название                                                  | Тип | Расположение | Пересечение дорог  |
| ------------------------------------------------------ | --------------------------------------------------------- | --- | ------------ | ------------------ |
| Восточный участок: от перекрёстка Бекаот до моста Адам |                                                           |     |              |                    |
| 0                                                      | ивр. צומת בקעות‎ (перекрёсток Бекаот)                      |     | Хамра        | , Шоссе 578        |
| 2                                                      | ивр. צומת חמרה‎ (перекрёсток Хамра)                        |     | Хамра        | Шоссе 508          |
| 4                                                      | ивр. צומת מכורה‎ (перекрёсток Мекора)                      |     | Хамра        | Въезд в Хамра      |
| 12                                                     | ивр. צומת אדם‎ (перекрёсток Адам)                          |     | Масуа        | Шоссе 90           |
| 15                                                     | ивр. צומת כביש המערכת‎ (перекрёсток с пограничной дорогой) |     | мост Адам    | Въезд на мост Адам |